# Falcon Cycle-Parts
Falcon Cycle-Parts ist ein 1972 in Taichung gegründeter taiwanischer Fahrradkomponentenhersteller. Die Firma ist der größte Hersteller von Gangschaltungen in Taiwan, der zweitgrößte weltweit und wird an der Taiwan Stock Exchange gehandelt. Falcon war nach Giant der zweite derartige Hersteller auf dem westlichen Markt.
Falcon produziert verschiedene Fahrradkomponenten und orientiert sich bei der Schaltwerksherstellung an der Shimano-Tourney-Serie. Die Firma stellt im Jahr mit 1.600 Mitarbeitern rund 4 Millionen Teile für Fahrräder her, darunter etwa 1,2 Millionen Gangschaltungen, 1,2 Mio. Rücktrittbremsen und 1,4 Mio. Freiläufe. Neben der Firmenzentrale in Taichung besitzt Falcon einen Verkaufsstandort in Shenkang Hsiang sowie Produktionsstätten und Büros in Shenzhen, Shanghai, San Dong, Tianjin und in Los Angeles.